# Ziółkowo (przystanek kolejowy)
Ziółkowo – nieczynny kolejowy przystanek osobowy na linii nr 366 w Ziółkowie, w województwie wielkopolskim, w Polsce.